# دهه ۱۶۲۰ (میلادی)
دهه ۱۶۲۰ (میلادی) صد و شصت و دومین دهه تقویم میلادی است.

## درگذشتگان
‎